# Juan Sebastián Verón
Pour les articles homonymes, voir Véron.
Juan Sebastián Verón, né le 9 mars 1975 à La Plata (Argentine), est un footballeur international argentin jouant au poste de milieu offensif. Il est le fils de Juan Ramón Verón, également footballeur professionnel.
En 2014, il est nommé président de l'Estudiantes de La Plata et decide de jouer pour cette équipe en 2017.

## Biographie

### Enfance, formation et débuts professionnels en Argentine
Juan Sebastián Verón est le fils de Juan Ramón, footballeur professionnel ayant fait l'essentiel de sa carrière à l'Estudiantes de La Plata. Son père surnommé la Bruja (le « Sorcier »), le fils écope logiquement de la Brujita (le « Petit sorcier »). Il possède également un passeport italien, dû aux origines italiennes de ses parents,.
Né à La Plata, Juan Sebastián intègre très tôt le même club emblématique local de l'Estudiantes. Il rejoint les six cents mètres espaçant son domicile au stade en sprint. À seize ans, déterminé à vivre du football comme son père, il se lève à six heures du matin pour aligner les kilomètres de course. Le paternel se charge de la partie technique et Juan Sebastián associe rapidement une technique d'orfèvre à un physique d'acier.
À dix-neuf ans, le 24 avril 1994, le « gamin aux trois poumons » est propulsé en première division mais ne peut éviter la relégation de l'équipe. Remonté après seulement un an, avec Estudiantes, son souffle impressionne, sa vision et sa précision subjuguent. Rapidement les meilleurs clubs nationaux se l'arrachent, dont River Plate et Boca Juniors.
Boca remporte le duel et Verón devient le porteur d'eau de Maradona et Claudio Caniggia. Le rêve est éphémère car, au bout de six mois, jambes des idoles fatiguées et caisses du club vides, il sert de monnaie de survie au club le plus populaire d'Argentine. En juillet 1996, tout juste international, Verón s'engage pour quatre avec la Sampdoria de Gênes contre 7,5 M€.

### Départ rapide pour l'Italie (1996-2001)
Dès son arrivée en Italie, Verón est mal-à-l'aise loin de ses coutumes. Après deux mois de frustration et d'apprentissage difficile de la langue, Juan Sebastián demande à revenir dans son pays natal mais son père lui dit de s'accrocher. Aidé par Sven-Göran Eriksson, technicien suédois compréhensif, le mal-être se dissipe, remplacé par le talent et la rage de vaincre.
Après deux saisons et une Coupe du monde 1998 réussie, Parme succombe au charme et casse sa tirelire (20 M€) pour attirer le phénomène. Au contact de ses compatriotes Roberto Sensini et Hernán Crespo, Verón explose et remporte les Coupes d'Italie et de l'UEFA (3-0 en finale face à l'Olympique de Marseille) dès la première année. Très convoité, celui élu meilleur milieu relayeur de Serie A pousse la Lazio Rome à déposer 30 M€ sur la table pour s'attacher ses services.
Avec la Lazio, l'objectif de titre est rempli en coiffant la Juventus de Zidane sur le fil en championnat. Verón conserve son titre en Coupe d'Italie en réalisant le doublé coupe-championnat. La saison suivante, il découvre la Ligue des champions.

### Manchester United puis l'Inter (2001-2006)
À l'été 2001, Juan Sebastián Verón rejoint Manchester United pour un montant record : 42,8 M€. Il y évolue comme meneur de jeu et Alex Ferguson déclare « c'est le joueur qu'il nous manquait ! Celui qui donne l'impulsion fatale ». Pour Juan, ce transfert doit marquer un tournant dans sa carrière ; néanmoins Verón déçoit et n'est guère adapté au jeu caractéristique du championnat anglais. De plus, il n'est pas réellement aidé par la concurrence sérieuse que représente Roy Keane à l'époque, malgré la confiance parfois excessive qui lui est accordée par Sir Alex Ferguson.
Après une première saison décevante à Manchester United, Verón se rattrape en 2002-2003 où il marque 4 fois en Ligue des Champions et se révèle être important en championnat. Mais il se blesse en fin de saison, où il est alors acheté par un autre club anglais, en construction pour atteindre les sommets, le Chelsea FC, mais son achat (s'élevant à 18 millions d'euros) étant plutôt dû à un caprice du tout nouveau président Roman Abramovitch. Verón réalise un très bon début de saison mais une nouvelle fois miné par des blessures Juan n'est pas souvent titularisé par l'entraineur italien Claudio Ranieri. Verón devient alors le joueur le plus cher en termes de transferts cumulés avec un total de 77 M£, record qui sera par la suite battu par Nicolas Anelka, 85 M£, puis par le fameux Cristiano Ronaldo avec 92,4 M£. À la suite de la saison 2003-2004, (où il ne jouera que 7 fois), il est prêté avec option d'achat à l'Inter de Milan.
Là, il retrouve la Serie A, et réalise une bonne saison sous le maillot nerazzurro, en tout cas suffisamment satisfaisante pour que les dirigeants milanais le prennent une seconde année en prêt. Il effectue cependant une seconde saison de moins bonne qualité.

### Retour à Estudiantes (2006-2014)
Lors de l'été 2006, il accepte de se faire prêter à son club formateur, Estudiantes de La Plata, avec option d'achat.
De retour en Argentine, il mène son club au titre de champion d'Apertura (tournoi d'ouverture du 1er juillet au 31 décembre 2006). Face à ses excellentes performances, l'Estudiantes lève l'option d'achat et lui fait signer un contrat de deux ans.
Lors de la saison 2008-2009, El Pincha (le rat), devenu capitaine du club, gagne la Copa Libertadores 2009.
Pour la seconde année consécutive, il a été élu Meilleur joueur sud-américain de l'année, lors du vote traditionnellement organisé par le quotidien "El país" de Montevideo.
L'Argentin prend une première fois sa retraite professionnelle en juin 2012, à cause notamment de problèmes de genou.
En juin 2013, il apparaît régulièrement sur la pelouse de son ancien club l'Estudiantes, sous les ordres de Mauricio Pellegrino lors des entraînements de pré-saison.
C'est finalement en juillet 2013 et à 38 ans qu'il annonce sa décision de rechausser les crampons avec son club de cœur l’Estudiantes, ses problèmes au genou ayant disparu.

### En équipe d'Argentine (1996-2010)
Après s'être imposé à Boca Juniors, Verón connaît sa première cape le 20 juin 1996 contre la Pologne (2-1). Après avoir rejoint l'Europe, il devient un élément fondamental de la sélection de Daniel Passarella. Lors de la Coupe du monde 1998, à seulement 22 ans, il accroche une place dans l'équipe-type de la FIFA malgré l'élimination en quart-de-finale contre les Pays-Bas (2-1).
Lors des éliminatoires pour le Mondial 2002, sous les ordres de Marcelo Bielsa, Verón devient le leader du jeu des Albiceleste auquel s'ajoutent cinq buts et trois passes décisives Lors de la compétition, il n'est pas réellement convaincant et, comme le reste de l'équipe, pas au point physiquement. Alors joueur de Manchester United, il réalise un match catastrophique contre l'Angleterre, ratant tout ce qu'il entreprit. Il est alors considéré comme un traître par les Argentins, qui l'accusent d'avoir volontairement raté son match contre les Anglais.
Bien qu'il n'annonce pas officiellement sa retraite internationale, Verón n'est plus sélectionné à partir de l'année 2003; et alors qu'il s'annonce intéressé pour une éventuelle participation au Mondial 2006 en Allemagne, il n'est pas sélectionné (même pas en match de préparation) par José Pekerman.
Après une bonne saison 2006-2007 à Estudiantes, il est finalement retenu par le sélectionneur Alfio Basile pour disputer la Copa América 2007 au Venezuela.
Le 3 février 2009, Verón est de nouveau appelé en sélection par Maradona le 11 février 2009 lors d'un match amical face à la France, et dispute la Coupe du monde 2010 l'année suivante.

## Style de jeu
Juan Sebastián Verón évolue comme milieu relayeur, poste où sont le plus mis en avant ses qualités physiques et techniques. Endurant au point qu'on l'appelle l'« homme aux trois poumons », il manie le ballon à sa guise pour marquer, notamment sur coup franc, ou distiller des passes redoutables.

## Statistiques
| Saison                | Club                           | Championnat           | Championnat | Championnat | Championnat | Coupe(s) nationale(s) | Coupe(s) nationale(s) | Coupe(s) nationale(s) | Supercoupe | Supercoupe | Supercoupe | Compétition(s) continentale(s) | Compétition(s) continentale(s) | Compétition(s) continentale(s) | Compétition(s) continentale(s) | Supercoupe continentale | Supercoupe continentale | Supercoupe continentale | Coupe du monde des clubs | Coupe du monde des clubs | Coupe du monde des clubs | Argentine | Argentine | Argentine | Total | Total | Total |
| Saison                | Club                           | Division              | M.          | B.          | P.d.        | M.                    | B.                    | P.d.                  | M.         | B.         | P.d.       | Comp.                          | M.                             | B.                             | P.d.                           | M.                      | B.                      | P.d.                    | M.                       | B.                       | P.d.                     | M.        | B.        | P.d.      | M.    | B.    | P.d.  |
| 1993-1994             | Estudiantes de La Plata        | D2                    | 7           | 0           | -           | -                     | -                     | -                     | -          | -          | -          | -                              | -                              | -                              | -                              | -                       | -                       | -                       | -                        | -                        | -                        | -         | -         | -         | 7     | 0     | 0     |
| 1994-1995             | Estudiantes de La Plata        | D1                    | 38          | 5           | -           | -                     | -                     | -                     | -          | -          | -          | -                              | -                              | -                              | -                              | -                       | -                       | -                       | -                        | -                        | -                        | -         | -         | -         | 38    | 5     | 0     |
| 1995-1996             | Estudiantes de La Plata        | D1                    | 15          | 2           | -           | -                     | -                     | -                     | -          | -          | -          | -                              | -                              | -                              | -                              | -                       | -                       | -                       | -                        | -                        | -                        | -         | -         | -         | 15    | 2     | 0     |
| Sous-total            | Sous-total                     | Sous-total            | 60          | 7           | -           | -                     | -                     | -                     | -          | -          | -          | -                              | -                              | -                              | -                              | -                       | -                       | -                       | -                        | -                        | -                        | -         | -         | -         | 60    | 7     | 0     |
| 1996                  | Boca Juniors                   | D1                    | 17          | 4           | -           | -                     | -                     | -                     | -          | -          | -          | -                              | -                              | -                              | -                              | -                       | -                       | -                       | -                        | -                        | -                        | 1         | 0         | 0         | 18    | 4     | 0     |
| Sous-total            | Sous-total                     | Sous-total            | 17          | 4           | -           | -                     | -                     | -                     | -          | -          | -          | -                              | -                              | -                              | -                              | -                       | -                       | -                       | -                        | -                        | -                        | 1         | 0         | 0         | 18    | 4     | 0     |
| 1996-1997             | Sampdoria Gênes                | Serie A               | 32          | 5           | 1           | -                     | -                     | -                     | -          | -          | -          | -                              | -                              | -                              | -                              | -                       | -                       | -                       | -                        | -                        | -                        | 4         | 0         | 1         | 36    | 5     | 2     |
| 1997-1998             | Sampdoria Gênes                | Serie A               | 29          | 2           | 1           | 3                     | 0                     | -                     | -          | -          | -          | -                              | -                              | -                              | -                              | -                       | -                       | -                       | -                        | -                        | -                        | 17        | 1         | 4         | 49    | 3     | 5     |
| Sous-total            | Sous-total                     | Sous-total            | 61          | 7           | 2           | 3                     | 0                     | -                     | -          | -          | -          | -                              | -                              | -                              | -                              | -                       | -                       | -                       | -                        | -                        | -                        | 21        | 1         | 5         | 85    | 8     | 7     |
| 1998-1999             | Parme FC                       | Serie A               | 26          | 1           | 8           | 6                     | 3                     | 1                     | -          | -          | -          | C3                             | 10                             | 0                              | 2                              | -                       | -                       | -                       | -                        | -                        | -                        | 2         | 0         | 1         | 44    | 4     | 12    |
| Sous-total            | Sous-total                     | Sous-total            | 26          | 1           | 8           | 6                     | 3                     | 1                     | -          | -          | -          | -                              | 10                             | 0                              | 2                              | -                       | -                       | -                       | -                        | -                        | -                        | 2         | 0         | 1         | 44    | 4     | 12    |
| 1999-2000             | Lazio Rome                     | Serie A               | 31          | 8           | 11          | 4                     | 0                     | -                     | -          | -          | -          | C1                             | 11                             | 2                              | 0                              | 1                       | 0                       | 0                       | -                        | -                        | -                        | 8         | 3         | 1         | 55    | 13    | 12    |
| 2000-2001             | Lazio Rome                     | Serie A               | 22          | 3           | 6           | 2                     | 0                     | -                     | 1          | 0          | 1          | C1                             | 7                              | 1                              | 3                              | -                       | -                       | -                       | -                        | -                        | -                        | 9         | 2         | 1         | 41    | 6     | 11    |
| Sous-total            | Sous-total                     | Sous-total            | 53          | 11          | 17          | 6                     | 0                     | -                     | 1          | 0          | 1          | -                              | 18                             | 3                              | 3                              | 1                       | 0                       | 0                       | -                        | -                        | -                        | 17        | 5         | 2         | 96    | 19    | 23    |
| 2001-2002             | Manchester United              | PL                    | 26          | 5           | 1           | 1                     | 0                     | -                     | -          | -          | -          | C1                             | 13                             | 0                              | 6                              | -                       | -                       | -                       | -                        | -                        | -                        | 9         | 2         | 1         | 49    | 7     | 8     |
| 2002-2003             | Manchester United              | PL                    | 25          | 2           | 2           | 1                     | 0                     | 1                     | -          | -          | -          | C1                             | 11                             | 4                              | 4                              | -                       | -                       | -                       | -                        | -                        | -                        | 2         | 0         | 0         | 39    | 6     | 7     |
| Sous-total            | Sous-total                     | Sous-total            | 51          | 7           | 3           | 2                     | 0                     | 1                     | -          | -          | -          | -                              | 24                             | 4                              | 10                             | -                       | -                       | -                       | -                        | -                        | -                        | 11        | 2         | 1         | 88    | 13    | 15    |
| 2003-2004             | Chelsea FC                     | PL                    | 7           | 1           | 0           | -                     | -                     | -                     | -          | -          | -          | C1                             | 6                              | 0                              | 0                              | -                       | -                       | -                       | -                        | -                        | -                        | 4         | 1         | 0         | 17    | 2     | 0     |
| Sous-total            | Sous-total                     | Sous-total            | 7           | 1           | 0           | -                     | -                     | -                     | -          | -          | -          | -                              | 6                              | 0                              | 0                              | -                       | -                       | -                       | -                        | -                        | -                        | 4         | 1         | 0         | 17    | 2     | 0     |
| 2004-2005             | Inter Milan (prêt)             | Serie A               | 24          | 3           | 2           | 5                     | 0                     | 1                     | -          | -          | -          | C1                             | 10                             | 0                              | 2                              | -                       | -                       | -                       | -                        | -                        | -                        | -         | -         | -         | 39    | 3     | 5     |
| 2005-2006             | Inter Milan (prêt)             | Serie A               | 25          | 0           | 3           | -                     | -                     | -                     | 1          | 1          | 0          | C1                             | 9                              | 0                              | 1                              | -                       | -                       | -                       | -                        | -                        | -                        | -         | -         | -         | 35    | 1     | 4     |
| Sous-total            | Sous-total                     | Sous-total            | 49          | 3           | 5           | 5                     | 0                     | 1                     | 1          | 1          | 0          | -                              | 19                             | 0                              | 3                              | -                       | -                       | -                       | -                        | -                        | -                        | -         | -         | -         | 74    | 4     | 9     |
| 2006-2007             | Estudiantes de La Plata (prêt) | D1                    | 31          | 2           | 11          | -                     | -                     | -                     | -          | -          | -          | -                              | -                              | -                              | -                              | -                       | -                       | -                       | -                        | -                        | -                        | 5         | 0         | 0         | 36    | 2     | 11    |
| 2007-2008             | Estudiantes de La Plata        | D1                    | 18          | 7           | 6           | -                     | -                     | -                     | -          | -          | -          | CL+CS                          | 7+1                            | 2+0                            | 1+0                            | -                       | -                       | -                       | -                        | -                        | -                        | 1         | 0         | 0         | 27    | 9     | 7     |
| 2008-2009             | Estudiantes de La Plata        | D1                    | 18          | 3           | 7           | -                     | -                     | -                     | -          | -          | -          | CL+CS                          | 14+10                          | 1+1                            | 6+1                            | -                       | -                       | -                       | -                        | -                        | -                        | 3         | 0         | 0         | 45    | 5     | 14    |
| 2009-2010             | Estudiantes de La Plata        | D1                    | 27          | 4           | 9           | -                     | -                     | -                     | -          | -          | -          | CL                             | 9                              | 1                              | 4                              | -                       | -                       | -                       | 2                        | 0                        | 0                        | 8         | 0         | 2         | 46    | 5     | 15    |
| 2010-2011             | Estudiantes de La Plata        | D1                    | 24          | 2           | 4           | -                     | -                     | -                     | -          | -          | -          | CL+CS                          | 5+1                            | 0                              | 1+0                            | -                       | -                       | -                       | 2                        | -                        | -                        | -         | -         | -         | 32    | 2     | 5     |
| 2011-2012             | Estudiantes de La Plata        | D1                    | 19          | 2           | 3           | -                     | -                     | -                     | -          | -          | -          | CS                             | 1                              | 0                              | 1                              | -                       | -                       | -                       | -                        | -                        | -                        | -         | -         | -         | 20    | 2     | 4     |
| 2012-2013             | Brandsen                       | D3                    | 28          | 7           | -           | -                     | -                     | -                     | -          | -          | -          | -                              | -                              | -                              | -                              | -                       | -                       | -                       | -                        | -                        | -                        | -         | -         | -         | 28    | 7     | 0     |
| Sous-total            | Sous-total                     | Sous-total            | 28          | 7           | 40          | -                     | -                     | -                     | -          | -          | -          | -                              | -                              | -                              | -                              | -                       | -                       | -                       | -                        | -                        | -                        | -         | -         | -         | 28    | 7     | 40    |
| 2013-2014             | Estudiantes de La Plata        | D1                    | 22          | 0           | 2           | -                     | -                     | -                     | -          | -          | -          | -                              | -                              | -                              | -                              | -                       | -                       | -                       | -                        | -                        | -                        | -         | -         | -         | 22    | 0     | 2     |
| 2016-2017             | Estudiantes de La Plata        | D1                    | -           | -           | -           | -                     | -                     | -                     | -          | -          | -          | CL                             | 5                              | 0                              | 1                              | -                       | -                       | -                       | -                        | -                        | -                        | -         | -         | -         | 5     | 0     | 1     |
| Sous-total            | Sous-total                     | Sous-total            | 159         | 20          | 2           | -                     | -                     | -                     | -          | -          | -          | -                              | 53                             | 5                              | 15                             | -                       | -                       | -                       | 2                        | 0                        | 0                        | 17        | 0         | 2         | 231   | 25    | 19    |
| Total sur la carrière | Total sur la carrière          | Total sur la carrière | 511         | 62          | 77          | 23                    | 3                     | 3                     | 2          | 1          | 1          | -                              | 190                            | 13                             | 33                             | 1                       | 0                       | 0                       | 2                        | 0                        | 0                        | 73        | 9         | 9         | 802   | 88    | 123   |

## Palmarès

### En club
- Vainqueur de la Copa Libertadores : 2009 (Estudiantes)
- Vainqueur de la Coupe UEFA (1) : 1999 (Parme)
- Champion d'Italie (2) : 2000 (Lazio) et 2006 (Inter)
- Champion d'Argentine (2) : Apertura 2006 et Apertura 2010 (Estudiantes)
- Champion d'Angleterre (1) : 2003 (Manchester United)
- Vainqueur de la Coupe d'Italie (3) : 1999 (Parme), 2000 (Lazio) et 2005 (Inter)
- Vainqueur de la Supercoupe de l'UEFA (1) : 1999 (Lazio)
- Vainqueur de la Supercoupe d'Italie (1) : 2005 (Inter Milan)
- Champion d'Argentine de D2 : 1995 (Estudiantes)
- Finaliste de la League Cup en 2003 (Manchester United)

### En sélection
- Finaliste de la Copa América en 2007
- Médaille d'Argent aux Jeux Olympiques d'été en 1996

### Distinctions personnelles
- Élu Meilleur joueur sud-américain de l'année en 2008 et 2009.
- Élu Meilleur joueur de la Supercoupe de l'UEFA 1999.
- Nommé au FIFA 100 en 2004.